# Bernard de Gélieu
Bernard de Gélieu (Neuchâtel, 28 september 1828 - Potsdam, 14 april 1907) was een Zwitsers militair in dienst van Pruisen.

## Biografie
Bernard de Gélieu was een zoon van de gelijknamige Bernard de Gélieu en van Frédérique Emilie Bondeli. Hij was getrouwd met Henriette von Wittken. Aanvankelijk studeerde hij theologie, maar koos later voor een militaire carrière. Hij werd tweede luitenant bij de garde in Berlijn en diende in de Eerste Duits-Deense Oorlog in 1848 en de Neuchâtelcrisis in 1856. Later werd hij bevorderd tot kapitein. Na de Slag bij Königgrätz in de Oostenrijks-Pruisische Oorlog werd hij door Wilhelm I gedecoreerd. Bij de Frans-Duitse Oorlog in 1870 werd hij bevorderd tot majoor. Vervolgens werd hij kolonel in 1875, majoor-generaal in 1881 en luitenant-generaal in 1886. In 1890 ging hij met pensioen.